# Notocosa bellicosa
Notocosa bellicosa är en spindelart som först beskrevs av Goyen 1888.  Notocosa bellicosa ingår i släktet Notocosa och familjen vargspindlar. Inga underarter finns listade i Catalogue of Life.